# Премия Дарвина (фильм)
«Премия Дарвина» (англ. The Darwin Awards) — художественный фильм Финна Тейлора. Премьера фильма состоялась в январе 2006 года на кинофестивале Сандэнс.

## Сюжет
Бывший полицейский Майкл Берроуз, падающий в обморок от вида крови, и сотрудница страховой компании Сири Тейлор расследуют дела людей, ставших номинантами премии Дарвина — премии, лауреатом которой становится человек за самую глупую смерть или получивший травму, из-за которой он не может продолжить свой род. Они ездят из города в город, чтобы выяснить, должна ли компания платить за эти смерти. Среди их клиентов: клерк, на которого упал автомат, продающий сладости; рыбак, утопивший автомобиль и случайно подстреливший друга; парень, поставивший на свою машину ракетный двигатель, взлетевший и врезавшийся в гору, и многие другие. Их постоянно сопровождает оператор, снимающий документальный фильм, но ни во что не вмешивающийся из-за этики документалиста. Майкл одержим безопасностью, он хочет найти тот фактор, благодаря которому люди попадают в дарвиновские номинанты. После всех приключений Майклу и Сири приходится ещё и заморочиться с убийцей, которого когда-то упустил Майкл.

## В ролях
| Актёр              | Роль           |
| ------------------ | -------------- |
| Джозеф Файнс       | Майкл Берроуз  |
| Вайнона Райдер     | Сири Тейлор    |
| Дэвид Аркетт       | Харви          |
| Ти Баррелл         | Эмиль          |
| Нора Данн          | Миссис Перлман |
| Джульетт Льюис     | Джолин         |
| Джулианна Маргулис | Карла          |
| Крис Пенн          | Том            |
| Алессандро Нивола  | Эд Эксе        |

## Создание фильма
В фильме в роли самих себя снялись участники группы «Металлика» и писатель-битник Лоуренс Ферлингетти. Также в фильме сыграли Адам Сэвидж и Джейми Хайнеман, ведущие телепередачи «Разрушители легенд». Они появились в эпизоде с ракетным двигателем. Этот случай воспроизводился в одном из пилотных выпусков «Разрушителей…», а позднее перепроверен, но несмотря на две попытки, миф так и не был ни подтверждён, ни опровергнут.